# Runddysse von Herrestrup
Der Runddysse von Herrestrup (auch Dilhøj oder Delhøj genannt) liegt östlich von Grevinge bei Holbæk auf der dänischen Insel Seeland. Auf dem Deckstein der sechseckigen Kammer des Polygonaldolmens finden sich abgewitterte Petroglyphen (Radkreuze und Schiffe). Der Dolmen entstand zwischen 3500 und 2800 v. Chr. als Großsteingrab der Trichterbecherkultur (TBK).
Der Runddysse liegt umgeben von einer neuzeitlichen Trockenmauer in einem niedrigen Rundhügel, dem „Dilhøj“. Der Nordwest-Südost orientierte Dolmen ist 2,06 m lang, knapp 2,0 m breit und 2,0 m hoch. Er besteht aus fünf großen, flachen nach innen geneigten Tragsteinen und dem nur 0,5 m hohen Schwellenstein. Die Räume zwischen den Tragsteinen sind mit Zwischenmauerwerk ausgefüllt. Über den fünf Steinen ruht der etwa 2,8 m lange, 2,2 m breite und 1,2 m dicke Deckstein. Die Kammer hat eine 0,6 m breiten Zugang und einen 2,7 m langen, 0,7 bis 0,85 m breiten Gang mit zwei Tragsteinen auf jeder Seite. Die beiden inneren sind die größten. Die Decke des Ganges fehlt.
In der Nähe liegen die Megalithanlagen im Grevinge Skov.